# Vasile Cristea
Vasile Cristea (ur. 24 lutego 1906 we wsi Şomoştelnic, zm. 17 stycznia 2000 w Rzymie) – rumuński duchowny grekokatolicki i biskup rumuńskiego Kościoła greckokatolickiego, rektor rzymskiego Kolegium Pio Romeno, urzędnik Kurii rzymskiej.

## Życiorys
Urodził się 24 lutego 1906 we wsi Şomoştelnic w gminie Mica na terenie ówczesnej monarchii austro-węgierskiej. Ukończył znane liceum św. Bazylego Większego (Sfântul Vasile cel Mare) w Blaju, a później studia na tutejszej Akademii Teologicznej. W tym okresie zbliżył się do duchowości asumpcjonistów. 27 marca 1932 został wyświęcony na kapłana w tym zakonie, a 17 października 1933 złożył śluby zakonne.
Po wojnie sytuacja Kościoła greckokatolickiego stała się trudna na skutek nacisków ze strony komunistycznego rządu kierowanego przez Petru Groza. Vasile Cristea decyzją przełożonych został mianowany rektorem Papieskiego Kolegium Pio Romeno w Rzymie, miejsca, w którym kształcili się elitarni księża i teologowie Zjednoczonego Kościoła Rumuńskiego. Ze względu na przepisy narzucone przez partię komunistyczną nie mógł opuścić Rumunii normalną drogą. Aby dotrzeć do Rzymu, został mianowany sekretarzem nuncjusza apostolskiego w Rumunii, arcybiskupa Andrei Cassulo. W ten sposób otrzymał od Watykanu paszport dyplomatyczny i udało mu się przekroczyć granicę.
10 maja 1948 Vasile Cristea wraz z innymi duchownymi greckokatolickimi na Zachodzie odmówił złożenia przysięgi na wierność nowym władzom. Z tego powodu został uznany przez komunistów za zdrajcę ojczyzny.
Vasile Cristea był rektorem Papieskiego Kolegium Pio Romeno do 1950 roku.
1 grudnia 1948 komuniści zdelegalizowali Kościół greckokatolicki. Vasile Cristea próbował rekrutować uczniów do Kolegium  spośród Rumunów, którzy wyemigrowali na Zachód, a później udostępnił je tymczasowo wiernym katolickich Kościołów wschodnich, którzy przyjechali studiować do Wiecznego Miasta.
Kiedy Watykan zaczął organizować greckokatolickie wspólnoty emigracyjne, Cristea zaangażował się w to przedsięwzięcie. 2 czerwca 1960 Jan XXIII powołał go do pracy w Kurii rzymskiej i nominował go biskupem tytularnym Lebedos. Vasile Cristea został wyświęcony na biskupa w 1960 roku. W 1967 prawosławny patriarcha Rumunii Justynian miał pretensje o wyświęcenie zbiegłego z kraju duchownego Vasile Cristea na biskupa.
Nowowyświęconemu biskupowi powierzono opiekę nad rumuńskimi wiernym greckokatolickim w wolnym świecie. Choć jego miejscem zamieszkania zawsze pozostawał Rzym, opiekował się rumuńskimi misjami greckokatolickimi w Paryżu, Monachium, Madrycie i innych częściach Europy. W tym charakterze przeprowadzał wizytacje we Francji, Niemczech, Anglii i Stanach Zjednoczonych, wśród tamtejszych wspólnot rumuńskich. Ponieważ w kraju obowiązywał zakaz odprawiania mszy greckokatolickich, biskup polecił wiernym słuchać Mszy św. w języku rumuńskim z Rzymu, transmitowanej przez Radio Watykańskie.
Uczestniczył w Soborze Watykańskim II. 16 października 1964 przemawiał do ojców soborowych, aby dać świadectwo o cierpieniach Kościoła podziemnego.
10 października 1987 złożył rezygnację z urzędu. Zmarł w Rzymie 17 stycznia 2000. Został pochowany na cmentarzu Campo Verano w kaplicy Papieskiego Kolegium Pio Romeno.